# Karl Kurits
Karl Kurits, né le 14 juin 2005 à Tartu, est un coureur cycliste estonien. Il est membre de l'équipe Israel Premier Tech Academy.

## Biographie
Karl Kurits a été formé au Rein Taaramäe Rattaklubi, sur ses terres natales de Tartu. Lors de la saison 2022, il se fait remarquer en obtenant deux victoires dans des courses internationales. Il intègre ensuite le Team Auto Eder, une structure junior liée à la formation Bora-Hansgrohe. Bon sprinteur, il s'impose à trois reprises au niveau UCI en 2023. Il représente également son pays natal aux championnats du monde. La même année, il devient vice-champion d'Estonie junior du contre-la-montre. 
Pour ses débuts espoirs, il intègre l'équipe de développement d'Israel-Premier Tech en 2024. En juin 2025, il participe au Tour de Lituanie avec une sélection nationale estonienne. Vainqueur de deux étapes, il conclue aussi cette édition à la deuxième place du classement général. 

## Palmarès
- 2022
  - 2e étape du Sint-Martinusprijs Kontich
  - 1re étape de l'One Belt One Road-Nations Cup Hungary
  - 3e du championnat d'Estonie sur route juniors
- 2023
  - 1re et 5e étapes du Cottbuser Bundesliga Etappenfahrt
  - 2e étape du Sint-Martinusprijs Kontich
  - 2e du Tartu Rattaralli
  - 2e du championnat d'Estonie du contre-la-montre juniors
- 2025
  - 2e et 5e étapes du Tour de Lituanie
  - 2e du Tour de Lituanie